# Édouard Manet
Édouard Manet (født 23. januar 1832 i Paris, død 30. april 1883 sammesteds) var en fransk maler.
Manet er en af de første modernistiske malere, som brød med den akademiske tradition i Frankrig. Flere af hans værker som Frokost i det grønne (1861-1863) og Olympia (1863-1865) provokerede på grund af motiverne og maleteknikken.
Manet betragtes som bindeleddet mellem realismen og impressionismen.
Manet blev født og opvoksede i Paris i en velhavende familie. Moderen, Eugénie-Desirée Fournier, var datter af en diplomat og guddatter af den svenske kronprins Karl Bernadotte. Faderen Auguste Manet var dommer, der forventede, at Édouard ville gøre karriere som jurist. Onklen Edmond Fournier opmuntrede Édouard til at male og tog ham ofte med på Louvre.
1856 åbnede Manet sit første atelier. I 1863 blev han gift med den nederlandske pianist Suzanne Leenhoff(en). som sad model til blandt andet La lecture(en) hvor man ser madame Manet og hendes læsende søn Léon Leenhoff, og til Madame Manet ved klaveret, begge fra omkring 1868.
Manet døde i 1883 få uger efter en amputation af venstre fod som følge af koldbrand. Manet havde skrantet som følge af syfilis og gigt.
| - Portrætter og selvportrætter - Manet malt af Henri Fantin-Latour, 1867 - Madame Manet ved klaveret, 1867-68 - Emile Zola, 1868 - Berthe Morisot med en buket violer, 1872 - Stéphane Mallarmé, 1876 - Selvportræt med palet, 1879 - 1878-79 |

| - Suzanne Leenhoff – Madame Manet som model - Den overraskede nymfe La Nymphe surprise (en), 1859-1861 - La lecture, 1868 – (Madame Manet med sønnen Léon Leenhoff, der læser) - Madame Manet, 1874-76 - Madame Manet i væksthuset, 1879 Mme Édouard Manet dans la Serre - Madame Manet på en blå sofa, ca. 1880 Madame Edouard Manet sur un canapé bleu - Madame Manet i Bellevuehaven, 1880 Mme Édouard Manet dans le Jardin de Bellevue |

| - Andre værker af Manet - Den spanske sanger, 1860 Le chanteur espagnol - Musik i Tuilerieshaven, 1862 La Musique aux Tuileries - Den døde toreador, 1864-65 L'Homme mort / Le Torero mort - Henrettelsen af kejser Maximilien af Mexico, 1868 Exécution de l'Empereur Maximilien du Mexique - Balkonen, 1868-69 Le balcon - Jernbanen, 1873 Le chemin de fer - Blond kvinde med bare bryster, ca. 1878 La Blonde aux seins nus - På café, 1878 Au café - På café / Cafékoncerten, 1879 Au Café / Café-concert - Hos père Lathuille, 1879 Chez le père Lathuille - I vinterhaven, 1879 Dans le jardin d'hiver - Et bundt asparges, 1880 Botte d'asperges - Forår, 1881 Le Printemps / Jeanne - En bar i Folies Bergère, 1881-82 Un bar aux Folies Bergère |